# Isaäc Burchard Diederik van den Berch van Heemstede
Isaäc Burchard Diederik van den Berch van Heemstede (Leiden, 16 april 1860 - 's-Gravenhage, 24 oktober 1917) was een Nederlandse jonkheer en politicus.
Van den Berch van Heemstede was een vermogende aristocraat die vijfentwintig jaar een vrij onopvallend katholiek Tweede Kamerlid was voor het district Oosterhout. Hij was de zoon van het protestantse (antirevolutionaire) Kamerlid Isaäc Lambertus Cremer van den Berch van Heemstede. Na zijn huwelijk met een Belgische gravin werd hij echter katholiek. Hij behoorde in de Kamer tot het overwegend conservatieve katholieke smaldeel en sprak voornamelijk over landbouw, kiesrecht, belastingen en Brabantse aangelegenheden.
Evenals zijn vader werd hij onderscheiden als Ridder in de Orde van de Nederlandse Leeuw.
- Biografisch Portaal: 01838877
- Parlement.com: vg09lkxwrmxk